# Brand New Day
A Brand New Day Sting tizedik szólóalbuma, amely 1999. szeptember 28-án jelent meg Angliában. A 9. helyen végzett a Billboard Top 200-as listán és több, mint 3 000 000 példányt adtak el belőle. A Desert Rose című dal, az algériai énekes, Cheb Mami és Sting előadásában hangzik el a lemezen.
Eredetileg Hugh Padgham lett volna az album producere, de Sting inkább Kippert, a kísérőzenekar billentyűsét kérte fel, hogy legyen az album producere.

## Dallista
1. A Thousand Years (Kipper, Sting) – 5:57
2. Desert Rose – 4:45
3. Big Lie Small World – 5:05
4. After the Rain Has Fallen – 5:03
5. Perfect Love…Gone Wrong – 5:24
6. Tomorrow We’ll See – 4:47
7. Prelude to the End of the Game – 0:20
8. Fill Her Up – 5:38
9. Ghost Story – 5:29
10. Brand New Day – 6:19

## Előadók
- Sting – basszusgitár, bv's, vg-8 guitar synth, ének
- Kipper – dobprogram, billentyűs hangszerek
- Dominic Miller – gitár
- Manu Katché – dob
- Vinnie Colaiuta – dob
- Jason Rebello – zongora, klavinet
- Chris Botti – trombita

### Továbbá
- Stevie Wonder – szájharmonika
- James Taylor – ének
- Cheb Mami – ének
- Branford Marsalis – klarinét
- Mino Cinelu – ütőhangszerek
- Dave Hartley – string arranger and conductor (3. és 6. szám), Hammond orgona
- B.J. Cole – pedal steel gitár
- Kathryn Tickell – Northumbrian pipes, hegedű
- Don Blackman – Hammond orgona
- Sté – ének
- Gavyn Wright – a vonósok vezetője (3. és 6. szám)
- Joe Mendez – háttérvokál
- Janice Pendarvis – háttérvokál
- Althea Rodgers – háttérvokál
- Marlon Saunders – háttérvokál
- Veneese Thomas – háttérvokál
- Darryl Tookes – háttérvokál
- Ken Williams – háttérvokál
- Tawatha Agee – háttérvokál
- Dennis Collins – háttérvokál
- Ettamri Mustapha – darbouka
- Farhat Bouallagui – string arrangement (második szám), conductor and leader
- Moulay Ahmed – húros hangszerek
- Kouider Berkan – húros hangszerek
- Salem Bnouni – húros hangszerek
- Sameh Catalan – húros hangszerek

## Producerek, mérnökök
- Producerek – Sting és Kipper
- Mérnökök – Simon Osborne, Neil Dorfsman, Geoff Foster és Chris Blair
- Fotográfusok – Olaf Heine és Carter Smith
- Dizájn – Richard Frankel

## Helyezések
Album
| Év   | Slágerlista          | Helyezés |
| ---- | -------------------- | -------- |
| 1999 | Billboard 200        | 9        |
| 1999 | Top Kanadai Albumok  | 19       |
| 1999 | Top Internet Albumok | 3        |

## Díjak
Grammy-díjak
| Év   | Győztes lemez   | Kategória                                      |
| ---- | --------------- | ---------------------------------------------- |
| 1999 | "Brand New Day" | Grammy-díj a Legjobb Férfi Pop Vokál Előadónak |
| 1999 | Brand New Day   | Grammy-díj a legjobb popalbumért               |